# 波茲南大劇院
波茲南大劇院 （波蘭語：Teatr Wielki im. Stanisława Moniuszki w Poznaniu'）是位於波蘭城市波茲南的一座歌劇院，外觀為新古典主義建築。波茲南大劇院竣工於1910年，竣工後的首演劇目是莫扎特的魔笛。
52°24′36″N 16°55′03″E / 52.41000°N 16.91750°E

## 外部連結
- Homepage (Polish, English, German) （页面存档备份，存于）